# Metallleichtbaukombinat

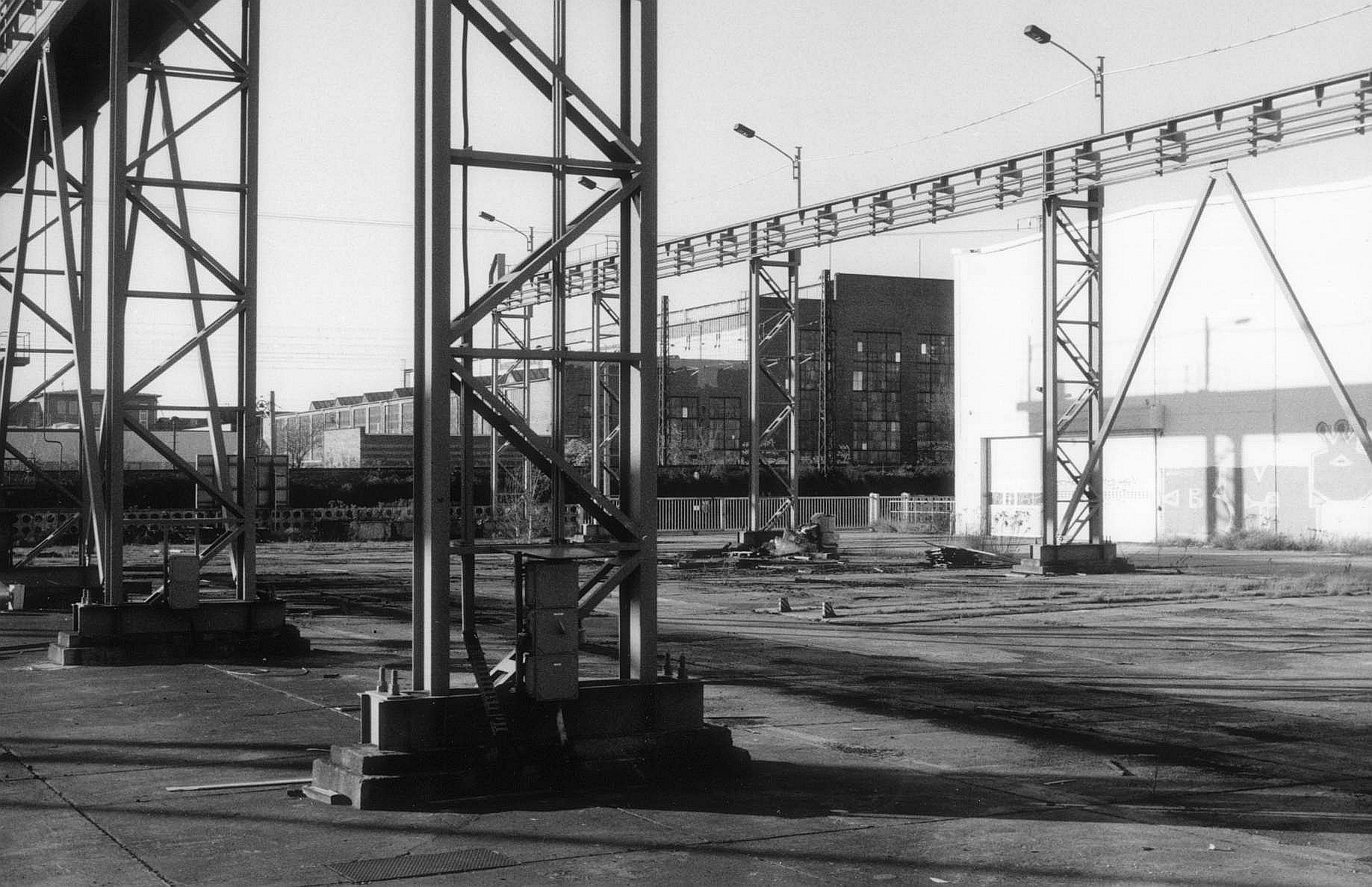
Ehem. Gelände des MLK Werk Leipzig, 2005

Das Metallleichtbaukombinat (abgekürzt MLK, frühere Schreibweise Metalleichtbaukombinat) war ein Industriebaukombinat der DDR auf dem Gebiet des Metallleichtbaus. Zu ihm gehörten alle großen volkseigenen Betriebe des bautechnischen Stahlbaus, die spezialisierten Werke Industriemontagen Leipzig und Korrosionsschutz Schwarzheide sowie ein kombinatseigenes Forschungsinstitut, ein Ingenieurbüro und ein Projektierungsbetrieb. Sein Hauptsitz war Leipzig.
Das Kombinat produzierte unter anderem Hallenbauten, Rahmenkonstruktionen, Fassaden, Mehrzweck- und Gesellschaftsbauten, Stahltore und Brückenkonstruktionen. Es existierte von 1969 bis 1990 und gehörte zum Verantwortungsbereich des Ministeriums für Bauwesen. Weitere zentralgeleitete Kombinate des Bauwesens können in der Liste von Kombinaten der DDR eingesehen werden.

## Geschichte

### In der DDR
In der sowjetischen Besatzungszone wurden ab 1948 auf Beschluss der Sowjetischen Militäradministration (SMAD) branchenbezogen volkseigene Betriebe (VEB) zu Vereinigungen Volkseigener Betriebe (VVB) als Steuerungsebene für die Planwirtschaft zusammengeschlossen. 1951 entstand die VVB Stahlbau, deren Betriebe die Anforderungen an den bautechnischen und fördertechnischen Stahlbau bei der Beseitigung der Kriegsschäden und schwerpunktmäßig den Aufbau von Anlagen der Energieversorgung, der Metallurgie und der chemischen Industrie zu erfüllen hatten. 1964 wurde die VVB Stahlbau in die VVB Industrieanlagenmontagen und Stahlbau (IAS) im Ministerium für Schwermaschinen- und Anlagenbau (MSAB) überführt.
Zur Entlastung des Bauwesens im Investitionsgeschehen der DDR verfügten die Ministerien für Schwermaschinen- und Anlagenbau sowie für Bauwesen zum 1. Januar 1969 aus der VVB Industrieanlagenmontagen und Stahlbau sowie weiteren Betrieben das volkseigene Metallleichtbaukombinat (MLK) zu gründen. Das MLK wurde unter Ausgliederung der Fördertechnik auf bautechnischen Stahlbau und die Entwicklung und Herstellung standardisierter Erzeugnisse des Metallleichtbaus mit einem hohen Komplettierungsgrad ausgerichtet und dem Ministerium für Bauwesen unterstellt. Der Gründungsbeschluss enthielt als Produktionsziele die Realisierung einer Jahresproduktion von 143 000 Tonnen Stahlhochbaukonstruktionen und 2,8 Millionen m² überdachter Flächen in kompletten Metallleichtbaukonstruktionen.
Im Verlauf seines Bestehens gehörten folgende Betriebe und Einrichtungen dem Kombinat an:
- VEB MLK Kombinatsleitung Leipzig
- VEB MLK Forschungsinstitut Leipzig
- VEB MLK Ingenieurbüro Leipzig
- VEB MLK Werk Leipzig
- VEB MLK Werk Berlin
- VEB MLK Werk Blankenburg
- VEB MLK Werk Calbe
- VEB MLK Werk Dresden
- VEB MLK Werk Frankfurt (Oder)
- VEB MLK Werk Halle (Saale)
- VEB MLK Werk Magdeburg mit den Werkteilen Parey und Brandenburg[4]
- VEB MLK Werk Niesky
- VEB MLK Projektierungsbetrieb Plauen
- VEB MLK Werk Plauen mit Werkteil Zwickau
- VEB MLK Werk Ruhland
- VEB MLK Werk Industriemontagen Leipzig (IMO)
- VEB MLK Werk Korrosionsschutz Schwarzheide

Als Generaldirektoren des Kombinates waren berufen:
- Karl Grünheid[5] (von Januar 1969 bis Juli 1971)
- Walter Mielsch (von August 1971 bis Februar 1989)
- Hans Johne[6] (von Februar 1989 bis Mai 1990)

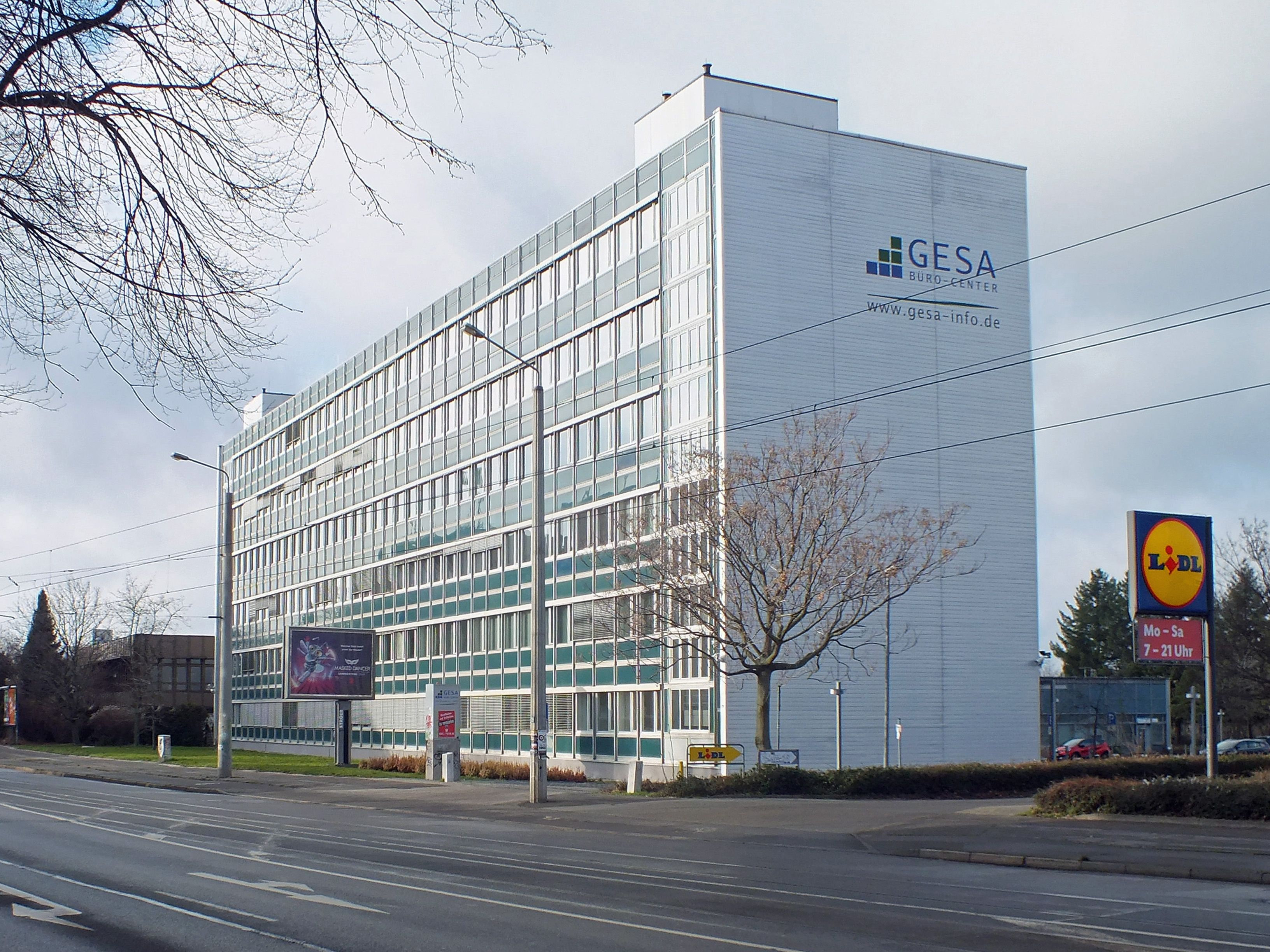
Ehemalige Zentrale des Metallleichtbaukombinats in Leipzig-Marienbrunn (2022)

Das Kombinat hatte ca. 19 000 Mitarbeiter bei einer verarbeiteten Jahresmenge an Stahl von ca. 250 000 t.
Einzelne MLK-Betriebe erhielten eine gezielte Spezialisierung für standardisierte Erzeugnisse. Den Anfang machte eine automatisierte Fertigungslinie für Dachkonstruktionen (Stabnetzfaltwerk Typ Berlin), der weitere für diverse Hallen folgten. Die Fertigung standardisierter Erzeugnisse über einen längeren Zeitraum ermöglichte eine Optimierung
verschiedener Produktionsparameter.
Ein wichtiger Produktionszweig waren Mehrzweckgebäude wie zum Beispiel der „Typ Leipzig“. Eine variantenreiche Grundrissgestaltung erlaubte den Einsatz als Verwaltungsbau, Wohnheim oder Produktionsgebäude. Die Leichtmetallfassade variierte von Gebäude zu Gebäude. Der Typ Leipzig wurde an rund 150 Standorten errichtet. Auch Leitung, Forschungsinstitut und Ingenieurbüro des Kombinats nutzten ein solches Gebäude in Leipzig-Marienbrunn.
Aber auch im Kernkraftwerksbau war MLK tätig. Gemeinsam mit der Bauakademie der DDR entwickelte doppelwandige Stahlzellen für die Reaktorhüllen in den Kernkraftwerken Lubmin und Stendal wurden produziert und montiert.
Etwa 50 % der MLK-Erzeugnisse wurden exportiert. Hauptabnehmer waren die RGW-Staaten, aber auch arabische, afrikanische und westliche Länder. Ein besonders anspruchsvoller Auftrag war Ende der 1970er Jahre die Konstruktion und Lieferung von ca. 60000 t Stahlkonstruktionen für das Zellulosewerk Ust-Ilimsk bei Ortstemperaturen bis −50° durch die MLK-Werke Plauen und Niesky.

### Privatisierung nach der Wende

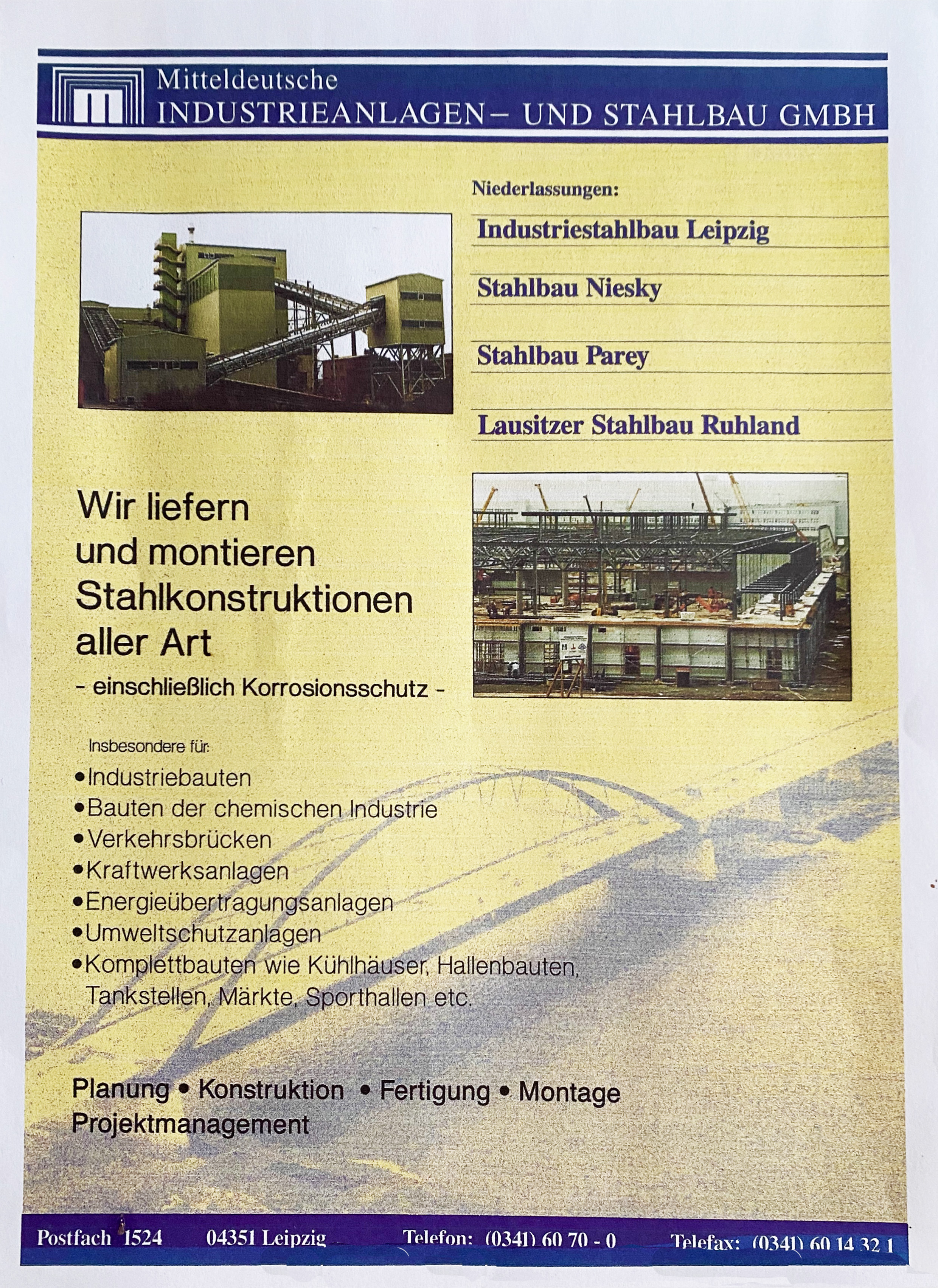
Flyer der Mitteldeutschen Industrieanlagen- und Stahlbau GmbH mit dem MLK-Logo (links oben)

Mit dem Treuhandgesetz von 1990 erfolgte die Umwandlung der einzelnen Werke und Einrichtungen in GmbH–Betriebe. So wurde der VEB Stahlbau Plauen schon 1990 von der Lentjes AG übernommen. Der VEB Industriemontagen Leipzig wählte mit Unterstützung der Treuhandanstalt den Weg zur Privatisierung über eine Mitarbeiterbeteiligung. Die Werke Leipzig, Niesky, Parey und Ruhland vereinigten sich zur Mitteldeutschen Stahlbau GmbH und realisierten Aufträgen zur Nachrüstung der Kraftwerke mit Rauchgasreinigungsanlagen zur Entschwefelung (REA, DeSOx) und Entstickung (DeNOx).
Nach 30 Jahren Deutsche Einheit existieren als eigenständige Stahlbau-Unternehmen lediglich die Stahlbau Magdeburg GmbH, Züblin Stahlbau GmbH in Hosena (vormals Werkteil von Werk Ruhland), Lausitzer Stahlbau Ruhland GmbH, MBM Metallbau Dresden GmbH, Wiegel Parey GmbH & Co. KG (vormals Werkteil von Werk Magdeburg), ZSB Zwickauer Sonderstahlbau GmbH (vormals WT von Werk Plauen), Plauen Stahltechnologie GmbH, Stahl Technologie Niesky GmbH als Nachfolger der insolventen Stahl- und Brückenbau GmbH, ZINKPOWER Calbe GmbH & Co. KG und SBS Stahlbau Schönebeck GmbH auf dem Betriebsgelände von Werk Calbe sowie die von Thyssen Krupp Xervon GmbH übernommene Korrosionsschutz Schwarzheide GmbH.
Von den ehemaligen ingenieurtechnischen Einrichtungen sind das Ingenieurbüro Leipzig und der Projektierungsbetrieb Plauen aufgelöst. Lediglich das Institut für Stahlbau Leipzig GmbH in Leipzig-Engelsdorf als Nachfolger des Forschungsinstituts des Kombinats erbringt weiterhin Ingenieurleistungen und ist gutachterlich beziehungsweise bauüberwachend tätig. Die Werke in Berlin (1997), Blankenburg (1994), Brandenburg (1998), Calbe (2018), Frankfurt (Oder) (2006), Leipzig (1999), Halle (Saale) (2002) und IMO Leipzig (2017) mussten Insolvenz anmelden beziehungsweise wurden stillgelegt.
Seit 2020 erfährt das Metallleichtbaukombinat an der Technischen Universität Freiberg eine Wiedergeburt im Kleinen. Mitte der 1990er Jahre kamen 78 Modelle von Bauten des MLK, die zu Ausstellungszwecken gedient hatten, vom ehemaligen MLK-Werk Niesky nach Freiberg und lagerten dort unbeachtet bis 2019 in einer Nebenhalle. Ausgehend von den in überwiegend sehr gutem Zustand befindlichen Modellen der Fabrikhallen, Mehrzweckbauten und Industriegebäuden und zugehörigen Unterlagen beteiligt sich die TU Freiberg mit dem Teilprojekt „Stahl- und Metallleichtbau in der DDR“ an dem Schwerpunktprogramm 2255 der Deutschen Forschungsgemeinschaft „Kulturerbe Konstruktion – Grundlagen einer ingenieurwissenschaftlich fundierten und vernetzten Denkmalpflege für das bauliche Erbe der Hochmoderne“. Ziel ist die Rekonstruktion und Analyse des Stahl- und Metallleichtbaus in der DDR anhand des beherrschenden MLKs, Beurteilung gebauter und noch heute stehender Bauwerke und nicht zuletzt deren Sichtung unter denkmalpflegerischen Aspekten.